# Aleksander Maisner
Aleksander Maisner vel Alec Maisner (ur. 26 lipca 1921 w Hamburgu, zm. 21 grudnia 2008 w Salisbury) – honorowy generał brygady pilot Wojska Polskiego i wicemarszałek (ang. Air Vice Marshal) Królewskich Sił Powietrznych (numery ewidencyjne RAF: P-2938, 705749 i 50062).

## Życiorys
Aleksander Maisner urodził się 26 lipca 1921 roku w Hamburgu. W latach 1931–1939 był uczniem I Gimnazjum Państwowego w Częstochowie . Po kampanii wrześniowej, w trakcie próby nielegalnego przekroczenia granicy z Rumunią, został aresztowany, skazany na 8 lat ciężkich robót i zesłany do północnej Syberii. Latem 1941 roku, po podpisaniu układu Sikorski-Majski, został zwolniony z obozu, przyjęty do Polskich Sił Zbrojnych w ZSRR i wcielony do 5 pułku artylerii lekkiej. Po ukończeniu Szkoły Podchorążych w Centrum Wyszkolenia Artylerii został przeniesiony do 4 Kresowego pułku artylerii lekkiej. W 1942 roku zgłosił się na ochotnika do służby w Polskich Siłach Powietrznych, miał numer służbowy RAF P-2938. 29 listopada 1944 roku, po ukończeniu szkolenia, otrzymał odznakę pilota. 1 stycznia 1945 roku został mianowany podporucznikiem.
W 1946 roku wstąpił do Królewskich Sił Powietrznych . W 1950 roku został przeniesiony do 70 Dywizjonu Lotnictwa Transportowego RAF w Egipcie. Latał w nim na samolotach Vickers Valetta. Dwa lata później powrócił do Anglii. Otrzymał przydział do 50 Dywizjonu Lotnictwa Bombowego stacjonującego w Stacji RAF Binbrook. W tej jednostce latał na odrzutowych bombowcach English Electric Canberra. W 1955 roku został przydzielony do 230 Operacyjnej Jednostki Przejściowej w Stacji RAF Waddington. Został w niej przeszkolony w pilotażu odrzutowego bombowca strategicznego Avro Vulcan. Do 1962 roku służył w Królewskich Nowozelandzkich Siłach Powietrznych. Stacjonował w Bazie RNZAF Ohakea na Wyspie Północnej.
Od maja 1971 roku do lipca 1973 roku, w stopniu „Air Commodore” (brak polskiego odpowiednika) był asystentem komendanta Szkoły RAF w Cranwell (ang. Royal Air Force College Cranwell). W sierpniu 1973 roku został dyrektorem do spraw personelu (ang. Director of Manning Personnel). W grudniu 1975 roku wyznaczono go na stanowisko zastępcy sekretarza (ang. Deputy Air Secretary). Od lutego do listopada 1976 roku był dyrektorem generalnym do spraw zarządzania zasobami ludzkimi RAF (ang. Director-General of Personnel Management).
3 maja 1983 został powołany na członka Głównej Komisji Skarbu Narodowego Rzeczypospolitej Polskiej. Był prezesem Stowarzyszenia Lotników Polskich w Londynie. 8 kwietnia 1986 roku był obecny podczas złożenia przysięgi przez Prezydenta Rzeczypospolitej Kazimierza Sabbata. W 1990 roku Prezydent RP Ryszard Kaczorowski mianował go honorowym generałem brygady . Zmarł 21 grudnia 2008 roku w Salisbury.

## Awanse w RAF
Polskie odpowiedniki stopni wojskowych w Królewskich Siłach Powietrznych podano według stanu obowiązującego po wejściu Polski do NATO. Patrząc z ówczesnej perspektywy polskich naczelnych władz wojskowych na uchodźstwie brytyjski stopień „Air Commodore” nie miał odpowiednika, natomiast odpowiednikiem brytyjskiego stopnia wicemarszałka był stopień generała brygady.
- kapitan (ang. Flight Lieutenant) – 1 września 1948 roku ze starszeństwem z 1 lipca 1948 roku[8]
- major (ang. Squadron Leader) – 1 lipca 1955 roku[9]
- podpułkownik (ang. Wing Commander) – 1 stycznia 1961 roku[10]
- pułkownik (ang. Group Captain) – 1 stycznia 1967 roku[11]
- generał brygady (ang. Air Commodore) – 1 stycznia 1972 roku[12]
- generał dywizji (ang. Air Vice Marshal) – 20 grudnia 1975 roku

## Ordery i odznaczenia
- Krzyż Komandorski z Gwiazdą Orderu Odrodzenia Polski – 11 listopada 1990 roku[13]
- Krzyż Komandorski z Gwiazdą Orderu Zasługi Rzeczypospolitej Polskiej
- Komandor Orderu Imperium Brytyjskiego – 14 lipca 1969 roku[14]
- Kawaler Orderu Łaźni – 31 grudnia 1976 roku[15]
- Krzyż Sił Powietrznych – 2 stycznia 1956 roku
- Odznaka Pilota – 29 listopada 1944 roku